# Орден Отечества (Туркменистан)
Орден «Отечество» — государственная награда Туркмении.

## История
Орден был учреждён на основании Закона Туркмении от 28 июня 2007 года.
29 июня 2007 года орден был вручён президенту Туркмении Гурбангулы Бердымухамедову в честь его пятидесятилетия. Награда вручена в знак признания заслуг нового лидера туркмен перед народом.

## Статут
1. Орденом награждается исключительно президент Туркмении за особо выдающиеся заслуги в проведении внутренней и внешней политики Туркмении, направленной на упрочение национальной государственности, дальнейшее динамичное экономическое, социальное и культурное развитие Родины, укрепление её обороноспособности и активное осуществление принципов статуса постоянного нейтралитета, отношений дружбы и сотрудничества со странами мира и повышение на этой основе международного авторитета Туркмении.
2. Главе государства, удостоенному ордена, единовременно выплачивается из средств государственного бюджета Туркмении премия в размере 20 тысяч долларов США и производится ежемесячная доплата к заработной плате, должностному окладу, пенсии за счёт средств государственного бюджета Туркмении в размере 30 процентов, освобождаемая от подоходного налога.
3. Орденом президент Туркмении может быть награжден только один раз в течение срока полномочий.

## Описание
Орден выполнен в виде цепи из жёлтого и белого золота 750-й пробы, состоящей из 22 звеньев в виде восьмиугольных звёзд, усыпанных по краям бриллиантами.
Основная часть звёзд диаметром 40 мм покрыта стекловидной эмалью.
На трёх центральных восьмиугольных звёздах на фоне эмали зелёного цвета отображены оливковые ветви, а над ними - Монумент Независимости, Дворцовый комплекс «Огузхан» и Арка нейтралитета. Остальная часть цепи состоит из 10 звеньев (по пять на каждой стороне), покрытых бордово-красной эмалью с изображением пяти национальных туркменских гелей и 9 звеньев, покрытых зелёной эмалью, с изображениями оливковой ветви и восьмиугольных звёзд.
Знак ордена восьмиугольной формы, имеет диаметр 80 мм, покрыт зелёной эмалью и по краю обрамлён россыпью бриллиантов. В центре изображён рельефно выполненный в золоте пятиглавый орёл, держащий в лапах двухголовую змею (центральный элемент штандарта президента Туркмении), инкрустированный бриллиантовой россыпью.
Общий вес ордена 925,0 (+/- 2,5 %) граммов, общее количество бриллиантов составляет 55 карат.